# Алекс Причард
Алекс Дејвид Причард (енгл. Alex David Pritchard; Орсет, 3. мај 1993) је енглески фудбалер, који тренутно игра за Норич сити.